# Конституция Омана
Конституция Омана, Основной закон Султаната Оман (араб. النظام الأساسي للدولة‎) — основной закон султаната Оман.

## История
В 1856 году Оман разделился на 2 территории между наследниками султана Сейида Саида: Сувайни бин Саидом, правившим в Маскате, и Маджидом в Занзибаре, то есть образовались две части султаната — африканская и азиатская, при этом за отказ от части территории Маскат получал ежегодную компенсацию. Данное разделение усилило конфликт, и в 1871 году к власти пришёл Турки бин Саид Аль Бу Саид, которому оказывали поддержку англичане. В 1920 году при султане Теймуре бин Фейсале подписан Сибский мирный договор о ненападении племён внутренних районов на прибрежные города, который также предусматривал мирное совмещение власти имама и султана. В 1931 году султан Саид бин Теймур последовал режиму жёсткой экономии для выплаты внешнего долга, а во внутренней политике стремился к независимости действий султана во внутренних районах и изоляции от внешнего мира — выезд из султаната только в исключительных случаях по личному разрешению султана. В это же время на территории Аравии была обнаружена нефть. В 1954 году после смерти имама Аль Халили его преемник, в нарушение договора 1920 года, предпринял попытку отделить часть территории и получить независимость, что привело к аннулированию договора Британией и окончанию правления имамов.
Султан установил власть почти над всеми районами Омана, кроме Дофара. 23 июля 1970 года произошёл дворцовый переворот, к власти пришёл Кабус бин Саид, сын Саида бин Теймура, при котором закреплено название Султанат Оман, свидетельствующее о намерении объединения территории. 5 августа 1970 года создано первое правительство, назначен премьер-министр и основан кабинет министров, куда вошли министры юстиции, здравоохранения, просвещения и внутренних дел. Пост министра иностранных дел занял сам султан. Отменены ограничения султана Саида бин Теймура. В 1971 году Султанат Оман принят в Лигу арабских государств. В январе 1973 года правительство реорганизовано. В 1981 году создан Государственный консультативный совет, который преобразован в 1991 году в Консультативный совет, куда входили представители от провинций, а в 1994 году в Совет разрешено избираться женщинам. В 1996 году принят Основной Закон Султаната Оман, разрешивший проблемы преемственности власти султана.

## Структура
Конституция состоит из 81 статьи в 7 главах:
1. Государство и форма правления
2. Принципы определяющие политику государства
3. Общие права и обязанности
4. Глава государства
5. Совет «Оман»
6. Судебная система
7. Общие положения[1].

## Основные положения
Система правления — султанат (ст. 5), независимое арабское исламское государство (ст. 1). Султан — глава государства и верховный главнокомандующий вооружёнными силами, министр иностранных дел, обороны и финансов; он неприкосновенен, символ национального единства, его защитник и хранитель. Власть передаётся по наследству потомкам Сейида Турки бин Саида бин Султана Аль Сайда.
Имеются признаки системы разделения властей: законодательная власть принадлежит Султану (ст. 42), исполнительная власть — Султану и правительству, судебная — судьям, которые принимают и осуществляют решения от имени Султана.
Султан возглавляет и формирует правительство, члены правительства несут ответственность только перед Султаном. Как правило, многие министры, губернаторы провинций и заместители премьер-министра принадлежат к правящей семье. Заседания Совета министров закрыты и на них обязательно присутствие не менее половины членов Совета.
Правительство (Совет Омана) состоит из двух палат (ст. 58) — Государственный совет (верхняя) и Консультативный Совет (нижняя). Государственный совет назначается Султаном, обсуждает и принимает решения по предложениям Консультативного Совета. Консультативный Совет избирается на всеобщих выборах (первые прошли 16 октября 1997 года), вносит предложения в Государственный совет по поправкам. За Советом Омана надзирает мактаб.
В качестве государственной религии закреплён ислам (ст. 2). Дискриминация по половому, расовому, религиозному, языковому признаку запрещена (ст. 17).

### Внесение поправок
Поправки могут вносится только тем же способом, как принята конституция, то есть указом султана (ст. 81).
21 октября 2011 года в Основной закон указом Султана Кабус Бен Саид Аль Саид внесены поправки о полномочиях палат парламента.